# (468382) 2016 GR12
(468382) 2016 GR12 es un asteroide perteneciente al cinturón de asteroides, descubierto el 26 de octubre de 2009 por el equipo Spacewatch desde el Observatorio Nacional de Kitt Peak (Arizona, Estados Unidos).